# Joe Bébéto
Joe Bébéto, de son nom de naissance Oumar Sidibé, est un député et homme politique guinéen.
Député de la circonscription de la commune de Dixinn.

## Biographie
Oumar Sidibé a été un défenseur de la panier ménagère aux moments qu'il était député uninominale de dixinn.

### Parcours politique
Oumar Sidibé membre du Rassemblement du peuple de Guinée de l'ancien président Alpha Condé, député uninominal de la circonscription électorale de Dixinn de mars 2020 au 5 septembre 2021 de la dernier législation de mars 2020. Il est membre de la commission éducation de la 9eme législative de la république de Guinée.